# Guillaume Tell et le clown
Guillaume Tell et le clown er en fransk stumfilm fra 1898 af Georges Méliès.